# Allan Lane
Pour les articles homonymes, voir Lane.
Harry Leonard Albershardt, connu sous le nom de scène Allan Lane (né le 22 septembre 1909 à Mishawaka, Indiana, États-Unis et mort le 27 octobre 1973  à Woodland Hills, Los Angeles) est un acteur et producteur de cinéma américain.

## Biographie
Allan Lane a été marié à Sheila Ryan et à Gladys Leslie.

## Filmographie

### Acteur
- 1929 : Not Quite Decent : Jerry Connor
- 1929 : Knights Out
- 1929 : Detectives Wanted
- 1929 : The Forward Pass : Ed Kirby
- 1930 : Love in the Rough : Harry Johnson
- 1930 : Madame Satan (Madam Satan) : Zeppelin Majordomo
- 1931 : How I Play Golf, by Bobby Jones No. 8: 'The Brassie' : Loretta's Beau
- 1931 : Night Nurse : Intern
- 1931 : The Star Witness : Plainclothesman at Leed's home
- 1931 : L'Honneur de la famille (Honor of the Family) de Lloyd Bacon : Joseph
- 1931 : Expensive Women : Partier with Bobby
- 1931 : Local Boy Makes Good (en) de Mervyn LeRoy : Runner with a bad knee
- 1931 : War Mamas : Doughboy
- 1932 : Heavens! My Husband!
- 1932 : The Famous Ferguson Case : Reporter
- 1932 : The Tenderfoot (en) : An actor
- 1932 : Week-End Marriage de Thornton Freeland : Clerk
- 1932 : Winner Take All de Roy Del Ruth : Monty, Joan's Friend at the Stork Club
- 1932 : Crooner de Lloyd Bacon : Dance Extra
- 1932 : A Successful Calamity (en) de John G. Adolfi : Polo Player
- 1932 : Voyage sans retour (One Way Passage) : Friend of Joan's
- 1932 : The Crash de William Dieterle : Geoffrey's Associate
- 1932 : Miss Pinkerton de Lloyd Bacon : Herbert Wynn
- 1936 : Laughing at Trouble : John Campbell
- 1936 : Ching-Ching (Stowaway), de William A. Seiter : Richard Hope
- 1937 : Step Lively, Jeeves! : Party Guest
- 1937 : Charlie Chan aux Jeux olympiques (Charlie Chan at the Olympics) de H. Bruce Humberstone : Richard Masters
- 1937 : Big Business : Ted Hewett
- 1937 : Fifty Roads to Town : Leroy Smedley
- 1937 : Sing and Be Happy : Hamilton Howe
- 1937 : The Duke Comes Back : Duke Foster
- 1938 : Pacific Liner : Bilson
- 1938 : Night Spot de Christy Cabanne : Pete Cooper
- 1938 : Maid's Night Out : Bill Norman
- 1938 : This Marriage Business (en) de Christy Cabanne : Bill Terry, Reporter
- 1938 : Vacances payées (Having Wonderful Time) : Maxwell 'Mac' Pangwell
- 1938 : Crime Ring : Joe Ryan
- 1938 : Fugitives for a Night : John Nelson
- 1938 : The Law West of Tombstone (en) : Danny Sanders
- 1939 : Twelve Crowded Hours : Dave Sanders
- 1939 : They Made Her a Spy : George Wolf, alias James Huntley
- 1939 : Panama Lady : Dennis 'Mac' McTeague
- 1939 : The Spellbinder (en) de Jack Hively : Steve Kendall
- 1939 : Conspiracy de Lew Landers : Steve Kendall
- 1940 : Grand Ole Opry (en) : Fred Barnes
- 1940 : King of the Royal Mounted : Sergeant Dave King
- 1941 : Coffins on Wheels : Police Lieutenant
- 1941 : Le Collège en folie (All-American Co-Ed) de LeRoy Prinz : Second Senior
- 1941 : Military Training : Lieutenant Instructor, Bayonet Drill
- 1942 : The Yukon Patrol : Sgt. Dave King, RCMP
- 1942 : King of the Mounties (en) de William Witney : Sgt. Dave King
- 1943 : Air Force de Howard Hawks : Marine
- 1943 : Daredevils of the West (en) : Duke Cameron
- 1943 : Maîtres de ballet (The Dancing Masters) : George Worthing
- 1944 : Call of the South Seas : Kendall Gaige
- 1944 : The Tiger Woman (en) : Allen Saunders
- 1944 : Silver City Kid (en) de John English : Jack Adams
- 1944 : Stagecoach to Monterey : Chick Weaver / Bruce Redmond
- 1944 : Sheriff of Sundown : Tex Jordan
- 1945 : The Topeka Terror : Chad Stevens
- 1945 : Corpus Christi Bandits : Captain James Christi / Corpus Christi Jim
- 1945 : Bells of Rosarita : Allan Lane
- 1945 : Trail of Kit Carson : Bill Harmon
- 1946 : Gay Blades (en) : Andy Buell
- 1946 : A Guy Could Change : Michael 'Mike' Hogan
- 1946 : Night Train to Memphis : Dan Acuff
- 1946 : Santa Fe Uprising : Red Ryder
- 1946 : Out California Way : Allan Lane
- 1946 : Stagecoach to Denver : Red Ryder
- 1947 : Vigilantes of Boomtown : Red Ryder
- 1947 : Homesteaders of Paradise Valley : Red Ryder
- 1947 : Oregon Trail Scouts : Red Ryder
- 1947 : Rustlers of Devil's Canyon : Red Ryder
- 1947 : Marshal of Cripple Creek : Red Ryder
- 1947 : The Wild Frontier (en) de Philip Ford : Rocky Lane
- 1947 : Bandits of Dark Canyon : Rocky Lane
- 1948 : Oklahoma Badlands : Rocky Lane
- 1948 : The Bold Frontiersman (en)  : 'Rocky' Lane
- 1948 : Carson City Raiders (en) : Rocky Lane
- 1948 : Marshal of Amarillo (en) Philip Ford : Marshal 'Rocky' Lane
- 1948 : Desperadoes of Dodge City : Rocky Lane
- 1948 : The Denver Kid : Rocky Lane
- 1948 : Sundown in Santa Fe : 'Rocky' Lane
- 1948 : Renegades of Sonora : Rocky Lane
- 1949 : Sheriff of Wichita : Sheriff 'Rocky' Lane
- 1949 : Death Valley Gunfighter : Allan 'Rocky' Lane
- 1949 : Frontier Investigator : Allan 'Rocky' Lane
- 1949 : The Wyoming Bandit : Rocky Lane
- 1949 : Bandit King of Texas : 'Rocky' Lane
- 1949 : Navajo Trail Raiders : 'Rocky' Lane
- 1949 : Powder River Rustlers (en) de Philip Ford : 'Rocky' Lane
- 1950 : Gunmen of Abilene : Rocky Lane
- 1950 : Code of the Silver Sage : Lieutenant Rocky Lane
- 1950 : Salt Lake Raiders : Marshal Rocky Lane
- 1950 : Covered Wagon Raid : Allan 'Rocky' Lane
- 1950 : Vigilante Hideout : Rocky Lane
- 1950 : Frisco Tornado : Marshal Rocky Lane
- 1950 : Rustlers on Horseback : Marshal Rocky Lane
- 1950 : Trail of Robin Hood : Rocky Lane
- 1951 : Rough Riders of Durango : Rocky Lane
- 1951 : Night Riders of Montana : 'Rocky' Lane
- 1951 : Wells Fargo Gunmaster (it) de Philip Ford :  Rocky Lane
- 1951 : Fort Dodge Stampede (en) : Deputy Sheriff 'Rocky' Lane
- 1951 : Desert of Lost Men : Rocky Lane
- 1952 : Captive of Billy the Kid : Marshal 'Rocky' Lane
- 1952 : Leadville Gunslinger : U. S. Marshal 'Rocky' Lane
- 1952 : Black Hills Ambush : Rocky Lane
- 1952 : Thundering Caravans : Rocky Lane
- 1952 : Desperadoes' Outpost : Rocky Lane
- 1953 : Marshal of Cedar Rock : Marshal Rocky Lane
- 1953 : Savage Frontier : U.S. Marshal Rocky Lane
- 1953 : Bandits of the West : Marshal Rocky Lane
- 1953 : El Paso Stampede : 'Rocky' Lane
- 1958 : The Saga of Hemp Brown : Sheriff
- 1960 : Le Diable dans la peau (Hell Bent for Leather) de George Sherman : Kelsey
- 1961 : Posse from Hell : Burl Hogan

### Producteur
- 1956 : Red Ryder (série télévisée)